# Ольховиков, Николай Леонидович
Николай Леонидович Ольховиков (7 сентября 1922, Воронеж, РСФСР — 8 июня 1987, Москва, РСФСР, СССР) — советский российский артист цирка (акробат, жокей, конный жонглёр), дрессировщик лошадей. Народный артист СССР (1980).

## Биография
В цирке с 1929 года. В группе «Океанос» под руководством своего отца Л. С. Ольховикова был прыгуном на подкидных досках, эквилибристом на переходной лестнице, наездником, жокеем, конным акробатом (псевдоним — Нико).
Как конный жонглёр работал с конца 1930-х годов (с перерывом: в 1950—1953 годах учился в Московской консерватории на вокальном отделении).
Артист-новатор. Проделывал сложные жонглёрские пассажи на бегущей по кругу лошади, без панно, исполняя песенку.
Участник войны. С 1943 года — в ансамбле песни и пляски Закавказского военного округа.
Постановщик, участник и руководитель циркового аттракциона «Русская тройка» (1971). 
Гастролировал за рубежом (Великобритания, Франция, Италия и др.).
Снимался в кино.
Автор книги «Встречи с цирковым прошлым. Воспоминания» (М., 1990).
Умер 8 июня 1987 года  в Москве. Похоронен на Кунцевском кладбище.

### Династия
Николай Ольховиков — представитель династии цирковых артистов.
- Дед — Иван Митрофанович Бескоровайный (1864—1918), артист цирка.
- Отец — Леонид Сергеевич Ольховиков (1899—1949), гимнаст, акробат, эквилибрист.
- Мать — Капитолина Ивановна Бескоровайная, гротеск-наездница (1898-1977).
- Сын — Леонид Николаевич Ольховиков (р. 1971), жонглёр на лошади. С 1983 — акробат в номере отца, самостоятельно начал выступать с 1988 с номером «Жонглёр на лошади».
- Сестра — Ольховикова Виктория Леонидовна (1924-2002), участвовала в номерах отца, была эквилибристкой на двойной туго натянутой проволоке. С 1950-х годов — дрессировщица, приняла от матери К. Бескоровайной номер с собаками — жокеями на пони.
- Сестра двоюродная — Иоланта Николаевна Ольховикова (р. 1944), с 1957 года — на манеже, с 1960 выступает самостоятельно как дрессировщица попугаев, с 1963 — участница аттракционов Э. Т. Кио. Заслуженная артистка РФ (1997)[2]. Её муж — Э. Э. Ренард-Кио (р. 1938), артист цирка, иллюзионист. Народный артист РСФСР (1990).

## Награды и звания
- Призёр 2-го Всесоюзного смотра новых произведений циркового искусства (1945)
- Заслуженный артист РСФСР (15.10.1958)[3]
- Народный артист РСФСР (30.09.1969)
- Народный артист СССР (14.02.1980)[4]
- Орден «Знак Почёта» (19.11.1939)[5]

## Фильмография
- 1964 — «Соберите Венеру» (фильм-спектакль) — жонглёр на лошади
- 1976 — «Волшебный круг» — эпизод
- 1976 — «Цирк нашего детства» (документальный)

## Память
В 2003 году в Государственном училище циркового и эстрадного искусствава им. М.Н. Румянцева (Карандаша) состоялся Фестиваль жонглирования им. Н. Ольховикова.